# Kallon von Aigina
Kallon (auch: Kalon; * in Aigina) war ein griechischer Bildhauer. Er war etwa zur Zeit von Kanachos aus Sikyon tätig, im Zeitraum von den 70. bis zu den 80. Olympischen Spielen (500 bis 460 v. Chr.), und gilt als Schüler des Tektaios und des Angelion.

## Leben
Kallon schuf für Amyklai einen ehernen Dreifuß, zwischen dessen Füßen die Figur der Persephone stand, und für die Burg zu Korinth eine Holzstatue der Athene Sthenias. Ob die äginetischen Giebelgruppen von Kallon selbst stammen, ist umstritten, sie sollen jedoch seinem Stil entsprechen.
Er sollte nicht mit dem gleichnamigen, um 400 v. Chr. tätigen Bronzebildner aus Elis verwechselt werden, dessen Hauptwerk ein Gruppenanathem in Olympia war.